# Dirceu Carneiro
Dirceu José Carneiro (Caçador, 23 de março de 1945) é um arquiteto, pecuarista e político brasileiro.
Graduado em arquitetura pela Universidade Federal do Rio Grande do Sul, em 1971.
Foi prefeito de Lages, de 1 de fevereiro de 1977 a 14 de maio de 1982.
Foi deputado federal por Santa Catarina na 47ª legislatura (1983 — 1987).
Foi senador de 1987 a 1995. Neste mandato, foi o responsável pela entrega da citação ao ex-presidente Fernando Collor de Mello, culminando no seu afastamento da Presidência da República em outubro de 1992.